# Гесер

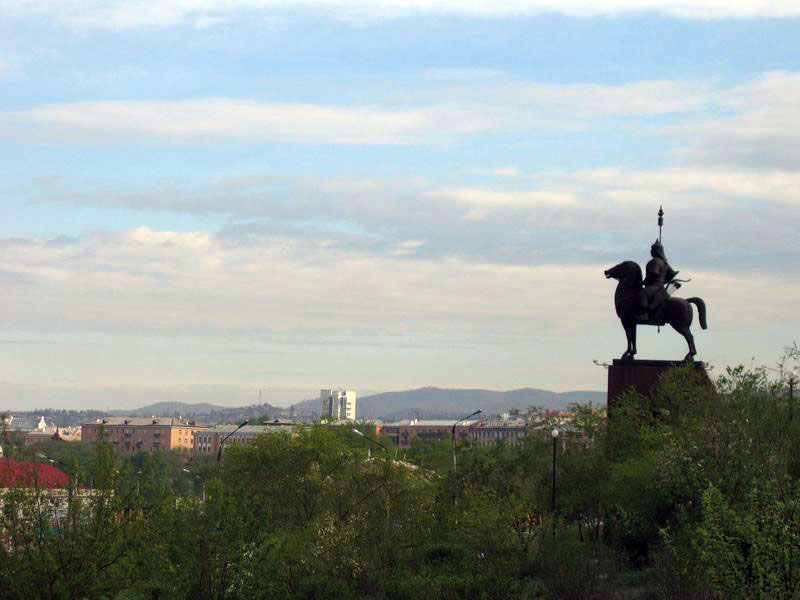
Вид на скульптуру «Гесер» в Улан-Уде

Гесер (монг. Гэсэр, бур. Абай Гэсэр, калм. Гэсэр-хан) — у міфології монгольських народів і народів Тибету, які контактували із сяньбійцями: посланий небом культурний герой — Син Неба, небесний вершник, бог війни (покровитель воїнів) і цар-обранець (пор. месія), що очищає землю від чудовиськ — демонів-мангусів. Як перша людина, що спустилася з неба (точніше, вилупилася з небесного «космічного яйця»), Гесер сходить до добуддійської, бонської традиції. У деяких монгольських версіях Цотон виявляється двійником Гесера, одним з його втілень.
За подібністю функцій або зовнішньому вигляду Гесер близький ряду персонажів буддійського пантеону: наприклад, як бог війни (тиб. Далха, монг. Дайсун-тэнгэри, калм. Дайчин-тэнгри) іноді ототожнюється з Джамсараном; з кінця XVI століття з Гесером асоціюється бог війни у китайській міфології Гуань-ді.

## Культ
Існували містерії, присвячені деяким сюжетним циклам Гесеріади. У Тибеті і в монгольських народів були широко поширені перекази про причетність духу героя (і його самого) до виконання епічної поеми, про його особливий зв'язку зі співаком. У культовій практиці Гесер як універсальне охоронне божество (подібно до більшості шаманських божеств) виступає як покровитель воїнів, захисник стад, переможець демонів, дарувальник щасливої долі (в тому числі мисливської удачі). У шаманських закликаннях Гесер іноді іменується бурханом або тенгрі, його називають сином неба, що мешкає понад високою білою гірською вершиною в будинку з хмар і туманів. Свято Гесера — Сагаалган — відзначалося навесні і супроводжувалося співом і стрільбою з лука.
За легендою, у Кхамі зберігся палац Гесера, в якому замість балок покладені «богатирські мечі і списи» його воїнів: по завершенні своїх подвигів тут цар Гесер зберігав всю свою зброю. Храм Гесера існує в Улан-Баторі, а також у Лхасі.

## Етимологія
Найчастіше його ім'я виводять від ірано-согдійської форми титулу «кесар».

## Дитинство Гесера
Згідно з оповідями, Гесер є сином верховного бога Хормуста-хана, що народився на землі для того, щоб здолати чудовиськ, що з'явилися з шматків тіла Атай Улана. За іншою, тибетською версією про Гесера, державі Лін, яка не мала правителя, був посланий один з трьох синів небесного владики. Він перероджується в Ліні в сім'ї одного з князів потворним, сопливим дитям на ім'я Джору (в ряді варіантів — зачатий матір'ю від гірського духа). Його переслідує дядько по батьковій стороні, Тхотун (монг. і калм. Цотон, Чотон, бур. Сотон, Хара Зутан). В дитинстві хлопчик виявляє чудові здібності, знищує різних демонів, здобуває перемогу в кінному змаганні за володіння красунею Другмо (Рогмо-гоа, Урмай-гоохон), троном і скарбами Ліна. Потім він отримує з неба чудесного коня, отримує свій справжній величний вигляд та ім'я Гесер (в монгольських версіях — Гесер-хаан, якого зазвичай іменують «владикою 10 країн світу, викорінювачем 10 зол в 10 країнах світу»).
У монгольських версіях цікавим є звернення Гесера до володаря пекла Ерліка — «Старший брате мій» (Ерлік може розглядатися як померла перша людина). В ряді варіантів епосу земний батько Гесера — гірський дух. Враховуючи зв'язок з божеством священної гори, що за концепціями тибетської міфології узгоджується з небесним походженням героя, а також зі світовою горою, Гесер сприймається як правитель «центру» (це відповідає генеалогічним міфам про тибетських правителів), протипоставлений правителям околиць, боротьба з якими, по суті, адекватна цивілізаторській діяльності культурного героя. Іноді сам Гесер — володар однієї з чотирьох країн світу — Півночі. Але, мабуть, найбільш древня локалізація Гесера — Кром (можливо, від Рум — іранське найменування Візантії). Під впливом індійської і буддійської міфологій батьком ГесЕра виявляється Брахма або — у ладакхській (західнотибетській) версії і у всіх монгольських — Індра (монг. Хормуста; у західних бурятів його місце займає іноді шаманське божество Есеге Малан тенгрі).

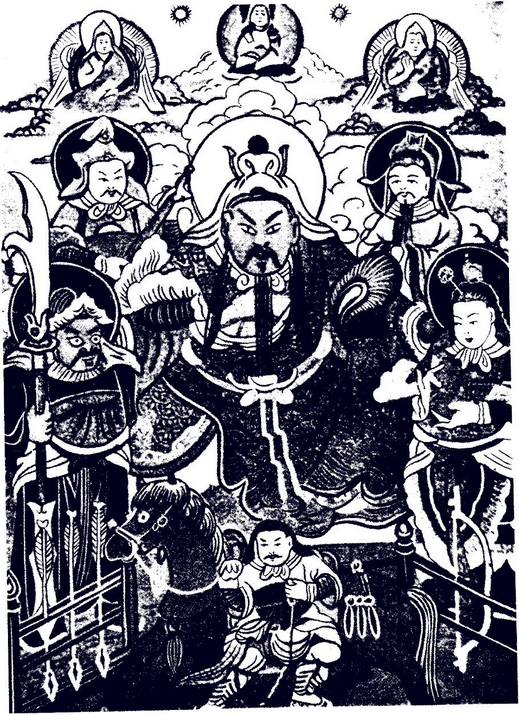
Ілюстрація «Гесер» з книжки «Буддист-паломник у святиню Тибету» Гомбожапа Цибікова

## Подвиги Гесера
Згідно з рядом сюжетів, Гесер вирушає в Китай, де з допомогою чудових засобів здобуває собі принцесу і визволяє свою земну матір з пекла; знищує демонічних царів сусідніх країн (на півночі, півдні, сході і заході), підкорюючи їхніх підданих свій владі. У монгольських переказах Гесер оживляє богатирів, полеглих у війні з шарайголами.
Гесер перемагає демона півночі, людожера Лубсана (пор. монг. Лобсага, калм. Лувсарга, бур. Лобсоголдой Хара мангадхай), з допомогою дружини демона Мези Бумджид (монг. Түмэн Джаргалан, західнобурят. Түмэн Яргалан; за деякими версіями, у тому числі монгольськими, вона — колишня дружина Гесера, викрадена демоном). Меза Бумджид підносить герою «напій забуття», випивши який, він залишається на півночі.
У Ліні Тхотун (Цотон), який марно домагався Другмо, чинить зраду; в результаті на Лін нападають із сусідньої держави хори (в монгольській версії — шарайголи, в калмицькій — хани Шаргулі, в бурятській — шараблінські хани), які захоплюють Другмо, і вона стає дружиною одного з хорських царів — Гуркара (монг. Цагаан Гэртү хаан 'білоюртий хан'). Скинувши з себе ману завдяки небесному втручанню, Гесер поспішає на батьківщину. У вигляді хлопчиська (монг. Ольджибай) він проникає до хорів, чаклунським способом вбиває Гуркара і, підкоривши його державу, разом з Другмо повертається в Лін.

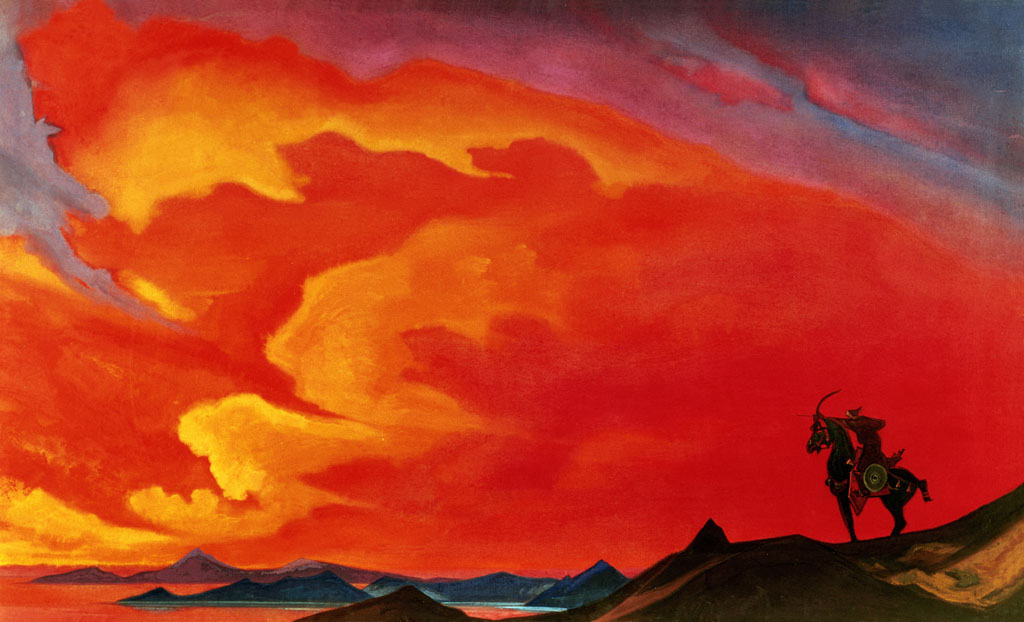
«Гесер-хан», Микола Реріх (1941). Полотно, темпера

## В окультизмі
В окультизмі Миколи Реріха Гесер — це герой, нове втілення якого відбудеться в північній Шамбалі. Він прийде з непереможним військом, щоб оселити загальну справедливість. Його зброєю будуть громові стріли. Гесер також має ряд чарівних атрибутів: білий кінь, сідло, підкова, меч і замок.

## У сучасній художній літературі
- Ім'я Гесера і його героїко-містичний ореол були використані Сергієм Лук'яненком у його «Варті».
- Бене Гессерит (Дочки Гессера) — соціальна, релігійна і політична організація у всесвіті Дюни (серії науково-фантастичних романів Френка Герберта).
- У трилогії «Око сили 1917—1921 рр.» Андрія Валентинова фігурує другорядний містичний герой Гесер-хан (Джор-баші) на ім'я «командир Джор».
- Існує картина Миколи Реріха «Гесер-хан», зберігається у Меморіальній квартирі Ю. М. Реріха у Москві.
- Пресвітлий Сеггер, Творець і Покровитель, чиє ім'я є анаграмою імені Гесер — бог однойменної монотеїстичної релігії в світі Лаара у картковій грі "Берсерк"[ru] та книгах за її мотивами.